# Línea R13
La línea R13 de Rodalies de Catalunya es una línea de ferrocarril en Cataluña que realiza servicios regionales entre Barcelona-Estación de Francia y Lérida Pirineos por Valls, Campo de Tarragona. Operada por Renfe Operadora, circula a través de vías de ancho ibérico propiedad de Adif.
Denominada línea 35 por Renfe Operadora y línea R13 por la Generalidad de Cataluña, anteriormente denominada línea Ca4 antes del traspaso de Cercanías y Regionales por parte del Ministerio de Fomento a la Generalidad en 2010.
Tras el cambio de denominaciones, la línea C4a original fue dividida en las líneas R13 y R14, que comparte origen, destino y la mayoría de estaciones, diferenciándose en que la R13 pasa por Valls y la R14 por Tarragona y Reus.

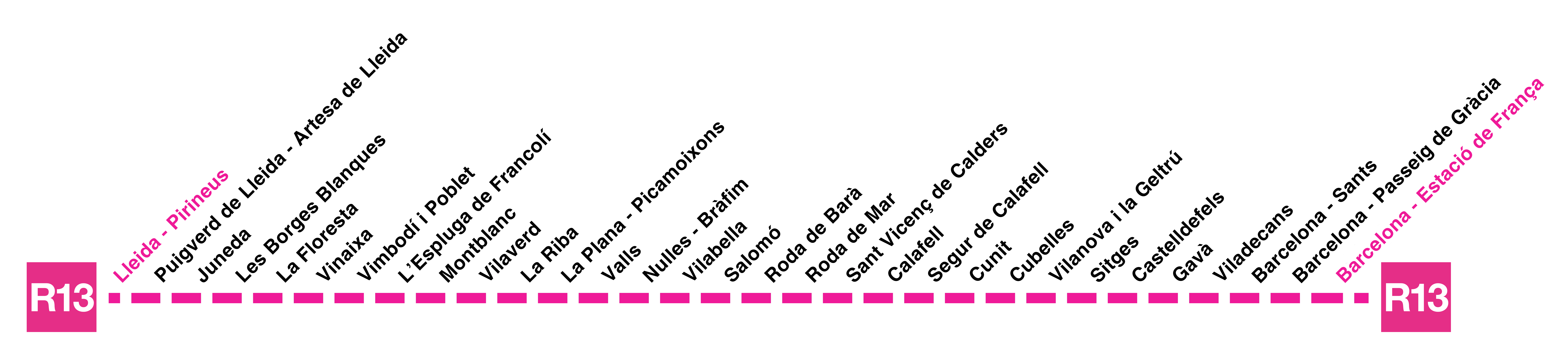
Esquema de la línea R13